# Институт за науките за човека
Институтът за науките за човека (на немски: Institut für die Wissenschaften vom Menschen, IWM) е независим институт за академични изследвания в областта на хуманитарните и социалните науки във Виена, Австрия.
Институтът е открит 1982 и подкрепя международния обмен и диалог между учени и интелектуалци от различни полета, общества и култури най-вече от Източна и Западна Европа. Институтът насърчава дебатите в широк кръг от политически, социални, икономически и културни въпроси.